# Корбозеро (озеро, Медвежьегорский район)
Корбозеро — пресноводное озеро на территории Великогубского сельского поселения Медвежьегорского района Республики Карелии.

## Общие сведения
Площадь озера — 2,4 км². Располагается на высоте 44,7 метров над уровнем моря.
Форма озера продолговатая: оно почти на три километра вытянуто с северо-запада на юго-восток. Берега изрезанные, каменисто-песчаные, местами заболоченные.
Из северо-западной оконечности озера вытекает безымянный водоток, впадающий в Яндомозеро, из которого берёт начало река Яндома, впадающая в губу Великую Онежского озера.
Острова на озере отсутствуют.
Населённые пункты и автодороги вблизи водоёма отсутствуют.
Код объекта в государственном водном реестре — 01040100611102000018572.